# امرأة تجهل أنها امرأة
امرأة تجهل أنها امرأة هي رواية من تأليف الكاتب السوري حنا مينه صدرت عن دار الآداب للنشر والتوزيع عام 2009، وهي آخر رواية نُشرت لحنا مينه قبل وفاته.

## موضوع الرواية
يغلب على رواية امرأة تجهل أنها امرأة الطابع الرومانسي حيث تدور أحداث الرواية حول رجل يقرر أن يعود إلى مسقط رأسه في بلدة السويدية بعد ثمانين عاما، وعلى الحدود التركية السورية يلتقي بامرأة أربعينية فتنشأ بينهما علاقة عاطفية.

## شخصيات الرواية
- نمر صاحب: صحفي في الثالثة والثمانين من عمره.
- رئيفة وجدان: امرأة في الثانية والأربعين من عمرها.

## مقتطفات من الرواية
- «آن على المرء أن يلوذ بالسكينة، بعيدًا عن الضجّة، وتصبح المرأة بالنسبة إليه كائنًا مؤنسًا، في البيت، أو المدينة، أو الترحال، أو السفر البعيد، خارج بلده، أو عالمه، في رجوة أن ينسى المرأة في الجنس، أو الجنس في المرأة.»
- «أيّام الهناءة تمضي بسرعة، كلّ الأيّام تمضي بسرعة، ونحن الذين نستعجلها، مع أنّها تقرّبنا من نهايتنا.»
- «أنا أمزح مع الذين يعملون معي فأقول لهم: لا تبقوا بغير سلاح! والسلاح، هنا، هو المال، الإنسان، في حياتنا هذه الأيّام، قيمته بما معه، فالذي معه قرش يسوى قرشًا، والذي ما معه شيء لا يسوى شيئًا.. فهمت؟»
- «كلّ فكرة جيّدة جديرة بالتطبيق، وبعده يبدو حُسنها من قُبحها، إذًا لماذا لا تكون هذه الفكرة مثل غيرها!؟ ولماذا لا نطبّقها، وعندئذ نحكم عليها؟»»

## أنظر أيضًا
- قائمة مؤلفات حنا مينه

## وصلات خارجية
- آراء القرّاء حول رواية امرأة تجهل أنها امرأة على موقع أبجد
- صفحة رواية امرأة تجهل أنها امرأة على موقع جود ريدز